# Jacob Dilling
Jacob Dilling (Vail, 19 ottobre 1999) è uno sciatore alpino statunitense.

## Biografia
Specialista delle prove tecniche originario di Vail e attivo dal novembre del 2015, in Nor-Am Cup Dilling ha esordito il 30 novembre 2015 a Copper Mountain in slalom gigante, senza completare la prova, e ha conquistato la prima vittoria, nonché primo podio, il 12 dicembre 2022 a Beaver Creek nella medesima specialità. Non ha debuttato in Coppa del Mondo né preso parte a rassegne olimpiche o iridate.

## Palmarès

### Universiadi
- 1 medaglia:
  - 1 bronzo (slalom speciale a Lake Placid 2023)

### Nor-Am Cup
- Miglior piazzamento in classifica generale: 10º nel 2025
- 2 podi:
  - 1 vittoria
  - 1 secondo posto

#### Nor-Am Cup - vittorie
| Data             | Località     | Paese       | Specialità |
| ---------------- | ------------ | ----------- | ---------- |
| 12 dicembre 2022 | Beaver Creek | Stati Uniti | GS         |

Legenda:

GS = slalom gigante